# 101 Art Gallery
Галерея «101 Art Gallery» (англ. 101 Art Gallery) — галерея современного искусства в столице Тринидада и Тобаго городе Порт-оф-Спейн, открытая в 2005 году арт-дилером и издателем Марком Перейре; расположена в районе Ньютон, на улице Вудбрук-стрит, и ежегодно проводится около 22 временных выставок; в 2012 году переехала на своё нынешнее место — в бывшую студию «Boscoe Holder»; выставляет как местных, так и международных авторов.

## История и описание
Художественная галерея «101 Art Gallery» была открыта в городе Порт-оф-Спейн (Тринидад и Тобаго) в 2005 году; её владельцем и директором стал местный арт-дилер и издатель Марк Перейра (род. 1955), который к тому моменту уже имел опыт работы на местной художественной сцене — он успел также поработать во Франции, в Англии и Шотландии, в Италии, в Испании и в США. Кроме того, с 1988 по 1990 год он являлся партнёром в доминиканской галерее «Aquarela Galleries», а в 1987 году представлял лондонской аудитории творчество тринидадского художника Мишеля-Жана Касабона. Сегодня коллектив галереи включает в себя как самого Перейру, так и Дульси Ньевз (Dulcie Nieves), которая также много десятилетий занимается местным искусством.
Название галереи было связано с её первоначальным местоположением: она разместилась в районе Вудбрук, по адресу улица Трагарете-роуд (Tragarete Road), дом 101. В тот период «101 Art Gallery» ежегодно проводится около 22 временных выставок, а также и масштабную экспозицию «Consignment Gallery». В 2005 году владельцы решили изменить выставочную политику зала: они сфокусировали своё внимание на коллективе из 12 художников, чьи работы выставлялись раз в два года. В самой галерее подобное изменение тактики считают «безоговорочным успехом», поскольку целый рад авторов продолжает пользоваться спросом и годы спустя. В 2012 году галерея сменило своё основное помещение; она переехала на своё нынешнее помещение — в бывшую студию «Boscoe Holder», расположенную в районе Ньютаун. Выступает посредником и при продажах работ XIX века, но специализируется на современном искусстве.
Помимо организации продаж, «101 Art Gallery» проводит и встречи с художниками. Так в период с конца мая по начало июня 2019 года в её залах прошли встречи с такими художниками как Тирел Де Бик, Омар Джарра, Кристофер Росс Дик и Кристон Банфилд — в рамках их групповой выставки «Gathering Voices — The burgeoning of emerging artists».